# Ficzay Dénes
Ficzay Dénes álneve: Galsai János (Arad, 1921. december 27. – Arad, 1985. március 2.) magyar irodalomtörténész, bibliográfus.

## Életútja
A középiskolát szülővárosában végezte, magyar-olasz szakos diplomát szerzett Kolozsvárott. Mint egyetemi hallgató az Erdélyi Helikon belső munkatársa. Tanári pályáját Kolozsvárt kezdte, 1945-től líceumi tanár Aradon. Könyvismertetései, folyóiratszemléi, irodalmi emlékezései az Utunk, Igaz Szó és a helyi sajtó hasábjain jelentek meg; számos irodalmi dokumentumot közölt a hazai és magyarországi irodalomtörténeti szaksajtóban, értékes adalékokat szolgáltatva Jókai Mór, Mikszáth Kálmán, Justh Zsigmond, Ady Endre, Kosztolányi Dezső, Tömörkény István, Juhász Gyula, Krúdy Gyula, Karinthy Frigyes, Móricz Zsigmond, Papp Dániel s a romániai magyar írók közül Kuncz Aladár, Gaál Gábor pályaképéhez. A NyIrK és a budapesti Irodalomtörténeti Közlemények állandó munkatársa. A Brassói Lapokban IX-es és X-es tankönyvpótló magyar irodalomtörténeti cikksorozatot írt 1970-1972-ben.
Bibliográfiai tevékenysége során 10 000 tételből álló helytörténeti bibliográfiát állított össze Arad művelődéstörténetéhez. Az irodalmi helytörténet egyik úttörője, Aradi krónika című esszéi az Igaz Szóban (1971) megjelenítették a múltból szülővárosának pezsgő irodalmi életét. A Tóth Árpád Irodalmi Kör egyik megalapítója és előadója. Két különlenyomata: Török Gyula levelei családjához (Budapest, 1965); Ady, A Holnap és a Nyugat Aradon (Kolozsvár, 1967).
Emlékét és értékes munkásságát az aradi Kölcsey Egyesület ápolja.